# André Grumbach
André Grumbach ist ein ehemaliger deutscher Footballspieler.

## Leben
Grumbach spielte in der Jugend für die Hamburg Blue Devils und wurde 1999 als bester Spieler des Endspiels um die deutsche Jugendmeisterschaft ausgezeichnet, welches er mit Hamburg mit 43:0 gegen die Stuttgart Scorpions gewonnen hatte. Er lief in den Spieljahren 2000, 2001 sowie 2003 für die Herren der Hamburg Blue Devils in der höchsten deutschen Liga, der GFL, auf. 2001 und 2003 wurde er mit der Mannschaft deutscher Meister. In beiden Jahren bezwangen die Hamburger im Endspiel die Braunschweig Lions. Später spielte der als Wide Receiver zum Einsatz gebrachte Grumbach für die Elmshorn Fighting Pirates in der Regionalliga. Bei den Norderstedt Nordic Wolves (ebenfalls Regionalliga) brachte er sich ab 2007 als Co-Trainer ein.